# Zacualpan (Guerrero)
Zacualpan es una localidad del estado mexicano de Guerrero. Es parte del municipio de Atoyac de Álvarez.

## Toponimia
El nombre «Zacualpan» proviene de los términos en náhuatl: tzacualli, pirámide; pan, encima. Su significado es «Sobre la pirámide».

## Demografía
| Gráfica de evolución demográfica |
|                                  |

| Censo | Población |
| ----- | --------- |
| 1900  | 159       |
| 1910  | 211       |
| 1921  | 262       |
| 1930  | 455       |
| 1940  | 310       |
| 1950  | 814       |
| 1960  | 1 344     |
| 1970  | 1 485     |
| 1980  | 2 120     |
| 1990  | 2 432     |
| 2000  | 2 458     |
| 2010  | 2 488     |
| 2020  | 2 719     |